# Pionnat
Pionnat is een gemeente in het Franse departement Creuse (regio Nouvelle-Aquitaine) en telt 764 inwoners (2004). De plaats maakt deel uit van het arrondissement Guéret.

## Geografie
De oppervlakte van Pionnat bedraagt 42,6 km², de bevolkingsdichtheid is 17,9 inwoners per km².

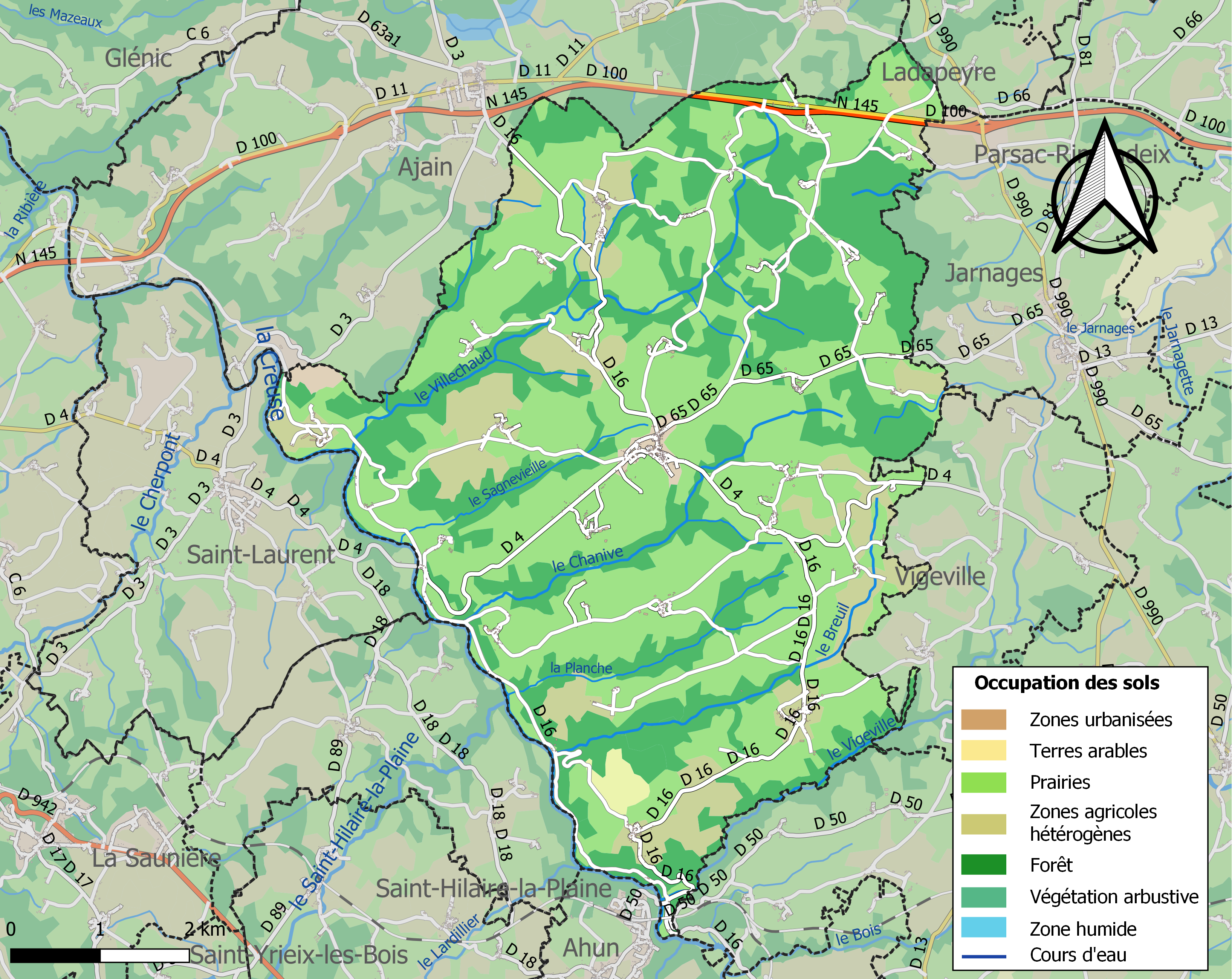
Kaart van de gemeente met de belangrijkste infrastructuur, bodemgebruik en omliggende gemeenten

## Demografie
Onderstaande figuur toont het verloop van het inwonertal (bron: INSEE-tellingen).